# Super League (Irlandia)
Super League – liga koszykówki w Irlandii, reprezentująca najwyższą klasę rozgrywkową w tym kraju, zarządzana przez Irlandzką Federację Koszykarską (Basketball Ireland)
. 

## Mistrzowie[2]
| Sezon     | Mistrz Ligi                   | Champions Trophy                    |
| --------- | ----------------------------- | ----------------------------------- |
| 1973-74   | Blue Demons Cork              |                                     |
| 1974-75   | Killester Dublin              |                                     |
| 1975-76   | Killester Dublin              |                                     |
| 1976-77   | Killester Dublin              |                                     |
| 1977-78   | UCD Marian Belfield, Dublin   |                                     |
| 1978-79   | St. Vincent's Dublin          |                                     |
| 1979-80   | St. Vincent's Dublin          |                                     |
| 1980-81   | Blue Demons Cork              |                                     |
| 1981-82   | Gleneagle Killarney           |                                     |
| 1982-83   | Burgerland Neptune Cork       |                                     |
| 1983-84   | Britvic Blue Demons Cork      |                                     |
| 1984-85   | Burgerland Neptune Cork       |                                     |
| 1985-86   | Burgerland Neptune Cork       |                                     |
| 1986-87   | Burgerland Neptune Cork       |                                     |
| 1987-88   | Burgerland Neptune Cork       |                                     |
| 1988-89   | Dawn Milk Blue Demons Cork    |                                     |
| 1989-90   | Burgerland Neptune Cork       |                                     |
| 1990-91   | Burgerland Neptune Cork       |                                     |
| 1991-92   | Connacht Gold Ballina         |                                     |
| 1992-93   | North Monastery Cork          |                                     |
| 1993-94   | ameson Saint Vincent’s Dublin |                                     |
| 1994-95   | Neptune Cork                  |                                     |
| 1995-96   | Garvey’s Tralee Tigers        |                                     |
| 1996-97   | Neptune Camtec Cork           |                                     |
| 1997-98   | Star of the Sea Belfast       |                                     |
| 1998-99   | Star of the Sea Belfast       |                                     |
| 1999-2000 | Neptune Cork                  |                                     |
| 2000-01   | Killester Dublin              |                                     |
| 2001-02   | Waterford Crystal             |                                     |
| 2002-03   | Neptune Cork                  |                                     |
| 2003-04   | Horns Tralee Tigers           |                                     |
| 2004-05   | UCC Blue Demons Cork          |                                     |
| 2005-06   | Roma St Vincent's Dublin      |                                     |
| 2006-07   | DART Killester Dublin         |                                     |
| 2007-08   | Abrakababra Tralee Tigers     |                                     |
| 2008-09   | UCC Blue Demons Cork          |                                     |
| 2009-10   | 11890 Killester Dublin        |                                     |
| 2010-11   | 11890 Killester Dublin        |                                     |
| 2011-12   | UL Eagles Limerick            |                                     |
| 2012-13   | UL Eagles Limerick            | UCC Demons Cork                     |
| 2013-14   | Killester Dublin              | UCC Demons Cork                     |
| 2014-15   | UCC Demons Cork               | UCC Demons Cork                     |
| 2015-16   | UCC Demons Cork               | UCC Demons Cork                     |
| 2016-17   | Templeogue Dublin             | Tralee Warriors                     |
| 2017-18   | UCD Marian Dublin             | Tralee Warriors                     |
| 2018-19   | Tralee Warriors               | Templeogue Dublin                   |
| 2019-20   | Star of the Sea Belfast       | Odwołane z powodu epidemii COVID-19 |